# Миливој Ашнер
Миливој Ашнер (Дарувар, 21. април 1913 — Клагенфурт, 14. јун 2011) био је хрватски усташа из Другог светског рата који је 2005. оптужен за ратне злочине над Србима, Јеврејима и Ромима.
Током Другог свјетског рата био је шеф хрватске усташке полиције у Славонској Пожеги 1941. и 1942. године, када је учествовао у прогону и депортацији Срба, Јевреја и Рома. Почетком октобра 2008. године Тужилаштво за ратне злочине Републике Србије поднело је захтев за спровођење истраге потив четвртог најтраженијег нацисте на свету Миливоја Ашнера који је осумњичен да је починио геноцид и злочине против човечности над Србима и Јеврејима током Другог светског рата. Ашнер је до смрти живио као слободан грађанин у Републици Аустрији.

## Биографија
По оснивању Независне Државе Хрватске (1941) Ашнер је био међу повереницима нове власти у Славонској Пожеги и постављен је за шефа хратске усташке полиције. Миливој Ашнер је 26. августа 1941. године учествовао у планирању и прихвату 438 ухапшених Срба из Дервенте и Босанског Брода и њиховог смештања у Сабирни исељенички и усељенички логор у Славонској Пожеги. Током транспорта Срби су били мучени, а посебно од железничке станице до логора у Славонској Пожеги, хрватске усташе и полиција су тукле српске цивиле, ударали их кундацима, чупали им косе и браде и терали их да певају хрватске песме. У логору депротовани Срби су били смештени у мале ћелије. У тако мале ћелије затварано је и и по тридесет Срба. Ашнер је наредио чуварима да затворене Србе муче, а и лично је спроводио тортуру над њима, тако што их тукао мокрим конопцем. У то време било је заустављено исељавање Срба из Независне Државе Хрватске на немачко окупационо подручје Србија, хрватске усташе и полиција су се договорили да се исценира побуна логораша и да се сви стрељају. Масовно стрељање Срба изведено је 26. и 27. августа 1941. године, хрватске усташе стрељале су 438 српских цивила. Миливој Ашнер је од јуна до краја децембра 1941. године наређивао да се пожешки Јевреји депортују у хрватске логоре смрти. Ашнер је наредио још крајем јула да се три особе јеврејске националности депортоју у логор у Госпићу, које су затим ликвидиране. Током октобра Ашнер је наредио да се из својих домова у Славонској Пожеги протера 28 јеврејских породица. Њихова имовина је затим конфискована, а они су ликвидирани у логорима Јасеновац и Ђаково. Ашнер је касније наредио да се сви преостали Јевреји из Пожеге транспортују вагонима за стоку у логор Јасеновац. Током пута ликвидиран је један део мушкараца, а остали 2. јануара 1942. године када су стигли у логор. Ашнер је био део снага које су учествовале у доношењу и спровођењу одлуке да Срби буду обележени посебном траком са натписом „православац“, док су Јевреји морали да носе жуте траке са Давидовом звездом на којој је писало „Жидов — Јуда“, да могу да буду ван својих домова само до 18 часова, да све јеврејске трговине буду обележене црвеним хрватско-немачким натписом и да у њима буду усташки повереници. Ашнер је наредио да се изврши попис целокупне покретне и непокретне имовине Јевреја, затим да се заплене сва новчана средства јеврејске богословске општине и наредио да се не спречавају напади хрватских грађана на јеврејске верске објекте. Ашнер је после рата побегао у Аустрију, где се и настанио.
На позив председника Хрватске Фрање Туђмана 1990. године Ашнер долази у Славонску Пожегу, у којој живи краће време, а затим одлази у Клагенфурт. Млади истраживач Центра „Симон Визентал“, Ален Будај, је током акције „Последња шанса“ открио Ашнеров идентитет. Хрватска затечена пред овим сазнањем, формално је затражила његово изручење од Аустрије 2005. године како би му судили за почињени ратни злочин. Али, Аустрија је одбила да га изручи јер је наводно неспособан за суђење. Британски лист „Сан“ објавио је фотографије Ашнера и његове супруге Еделтраут како спокојно шетају по граду и седе на тераси једног кафеа. Исти лист, најпре је објавио фотографије на којој се види како, заједно са другим Хрватима, навијају за хрватску репрезентацију на утакмицама Евра 2008. Подстакнут тим открићем, „Сан“ је затим направио са Ашнером интервју, после којег је новинар констаовао да је „он луцидан и снажан“. Британски лист је потом пронашао Душана Јаковљевића (88), из Славонске Пожеге, једну од Ашнерових жртава, којег је овај усташа свакоднево до крви тукао мокрим конопцем. Јаковљевић је испричао да је ухапшен 1941. године као кројачки шегрт, зато што је Србин и затворен у малу ћелију са још тридесет људи. После чланка у британском „Сану“ о Ашнеру и његовим „физичким активностима“, аустријско тужилаштво у Клагенфурту затражило је лекарску експертизу. Лекарском еспетризом, поново је утврђено да хрватски држављанин Миливој Ашнер (95), који се сумњичи за ратне злочине у Другом светском рату, због здравствевеног стања не може да буде изручен Хрватској. По мишљењу аустријских лекара, Ашнер, који последње две године живи у Клагенфурту и има аустријски пасош не може да се суди због лошег здравственог стања. Он је, по њиховом извештају „услед Алцхајмерове болести слаб и тешко покретан“. Израелски Центар „Симон Визентал“ апеловао је на аустријске власти да хитно изруче Ашнера који се сумњичи за ратне злочине почињене у Другом светском рату над Србима, Јеврејима и Ромима. Ашнер се на потерници Интерпола налази као четврти најтраженији нациста на свету.